# Autukia Village
Autukia Village är en ort i Kiribati.   Den ligger på ön Nonouti i ögruppen Gilbertöarna, i den sydöstra delen av landet, 270 km sydost om huvudstaden Tarawa. Autukia Village ligger 6 meter över havet och antalet invånare är 163.
Terrängen runt Autukia Village är mycket platt.  Närmaste större samhälle är Matang Village, 2,6 km sydost om Autukia Village. 